# 111 (število)
111 (stó enájst) je naravno število, za katero velja 111 = 110 + 1 = 112 - 1.

## V matematiki
- sestavljeno število.
- polpraštevilo.
- šesto deveterokotniško število.
- šesto Zuckermanovo število v bazi 10: {\displaystyle 111\mid 1\cdot 1\cdot 1=1\,\!}.
- Harshadovo število.
- magična konstanta v najmanjšem magičnem kvadratu 3 × 3, zapisanem le s praštevili (in s številom 1)

{\displaystyle {\begin{bmatrix}31&73&7\\13&37&61\\67&1&43\\\end{bmatrix}}}
- magična konstanta v magičnem kvadratu 6 × 6 {\displaystyle M_{2}(6)={\frac {6(6^{2}+1)}{2}}}

{\displaystyle {\begin{bmatrix}24&16&33&23&10&5\\11&15&28&8&13&36\\20&14&2&31&25&19\\1&18&6&29&27&30\\21&22&7&17&32&12\\34&26&35&3&4&9\\\end{bmatrix}}}

## V znanosti
- vrstno število 111 ima roentgenij (Rg).

## Drugo

### Leta
- 111 pr. n. št.
- 111, 1111, 2111